# 生島実
生島 実（いくしま みのる、1921年6月12日 - 2004年12月11日）は、日本の経営者。北海道ガス社長を務めた。愛知県名古屋市出身。

## 経歴
1947年に慶應義塾大学経済学部を卒業し、1948年に東京ガスに入社。1972年9月に取締役に就任し、1973年9月に常務、1977年1月に専務を経て、1981年7月に副社長に就任し、1985年6月には北海道ガス社長に就任。1990年6月に取締役相談役に就任。
1991年11月に勲三等旭日中綬章を受章した。
2004年12月11日肺水腫のために死去。83歳没。